# Robert Hruš
Robert Hruš (19. května 1848 Ronov nad Doubravou – 28. prosince 1905 Praha) byl rakouský politik české národnosti z Čech, poslanec Českého zemského sněmu.

## Biografie
Působil jako ředitel panství a okresní starosta v Ledči nad Sázavou. Coby okresní starosta měl podíl na prosazení výstavby železniční trati z Ledče do Kácova. Kromě ředitele velkostatku Ledeč nad Sázavou a Vrbice je uváděn i jako ředitel c. k. tereziánského ústavu šlechtičen na Pražském hradě. Předtím byl také správcem hradu Karlštejn a zasloužil se o provedení jeho celkové rekonstrukce.
V 80. letech se zapojil i do vysoké politiky. V doplňovacích zemských volbách v listopadu 1889 byl zvolen na Český zemský sněm, kde zastupoval kurii venkovských obcí, obvod Ledeč, Dolní Kralovice. Patřil ke staročeské straně. Rezignace byla oznámena v září 1892.
Zemřel v prosinci 1905 v Praze. Bylo mu 57 let.